# Dance wiv Me
Dance wiv Me is een nummer van de Britse rapper Dizzee Rascal uit 2009, in samenwerking met de Schotse dj Calvin Harris en de Britse zanger Chrome. Het is de eerste single van Rascals vierde studioalbum Tongue n' Cheek, en van Harris' tweede studioalbum Ready for the Weekend.
In het nummer wordt de grimemuziek van Rascal gecombineerd met de dancemuziek van Harris. Het idee om samen een nummer op te nemen ontstond nadat Rascal en Harris elkaar in 2007 hadden ontmoet op een festival van BBC Radio 1. Rascal vertelde Harris dat diens hit Acceptable in the 80's hem weer enthousiast over muziek maakte, en dat hij graag met hem wilde samenwerken. De twee namen de muziek afzonderlijk van elkaar op, terwijl ze over en weer hun delen via de telefoon naar elkaar toe stuurden.
"Dance wiv Me" werd een grote hit in het Verenigd Koninkrijk, waar het de nummer 1-positie behaalde. In Nederland bereikte het nummer geen hitlijsten, maar in de Vlaamse Ultratop 50 werd een bescheiden 40e positie gehaald.